# Miasto Vis
Miasto Vis (chorw. Grad Vis) – jednostka administracyjna w Chorwacji, w żupanii splicko-dalmatyńskiej. W 2011 roku liczyła 1934 mieszkańców.